# Дзукки, Джузеппе
Джузе́ппе Ка́рло Дзу́кки (итал. Giuseppe Carlo Zucchi; 1721[…], Венеция — 1805[…], Венеция, Венецианская провинция) — итальянский художник: рисовальщик и гравёр. Представитель большой семьи художников-гравёров венецианской школы. Мастер репродукционной гравюры: офорта и гравюры резцом на меди.

## Биография
Джузеппе Карло Дзукки родился в Венеции. Он был сыном гравёра Франческо Дзукки (1692—1764) и старшим братом живописца и гравёра Антонио Дзукки (1726—1795). Учился в Венеции у Франческо Дзуньо. Начинал работать помощником отца, который был гравёром, но не подписывал свои произведения до смерти отца в 1764 году.
В 1766 году со своим братом Антонио отправился в Лондон, где иллюстрировал гравюрами проекты архитекторов братьев Роберта и Джеймса Адамов. По возвращении в Италию в 1779 году, был назначен профессором Римской академии изящных искусств.
Джузеппе Дзукки является также автором литературных сочинений: «Хронологические воспоминания о семье» (Memorie cronologiche della famiglia, 1786) и «Исторические воспоминания Марии Анджелики Кауфман Дзукки» (Memorie istoriche di Maria Angelica Kauffmann Zucchi,1788). Они были использованы Джованни Джакомо де Росси в качестве источников для его биографии художницы Анджелики Кауфман 1810 года, хотя рукопись Дзукки 1786 года не сохранилась. Художник скончался в Венеции в 1805 году.

## Галерея

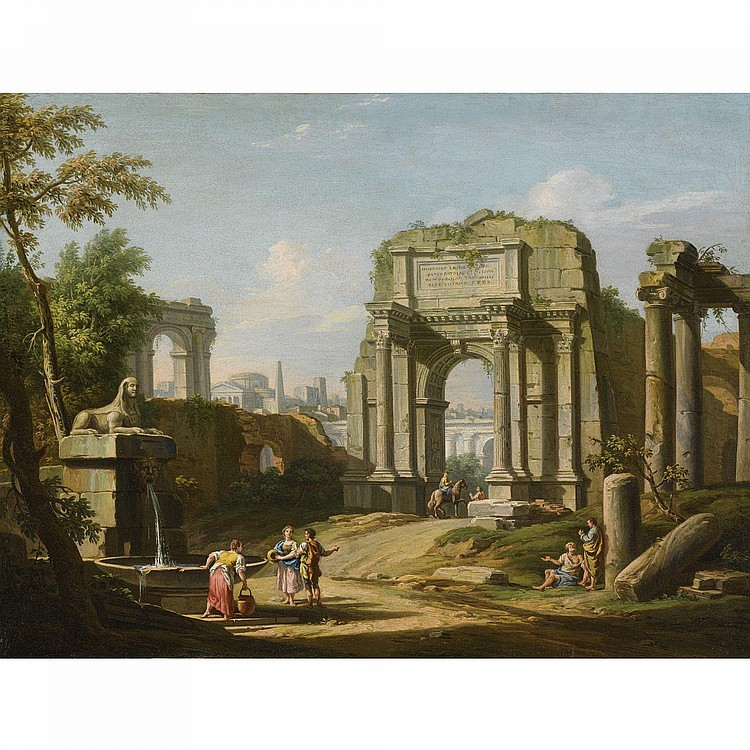
Архитектурное каприччио с древними руинами, сфинксом и фигурами у фонтана
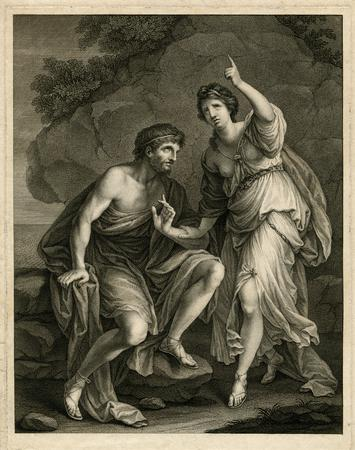
Аллегория. Офорт
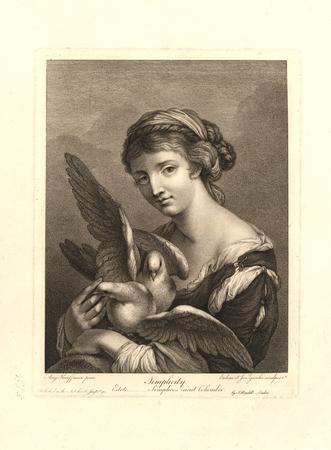
Девушка с голубями. Офорт
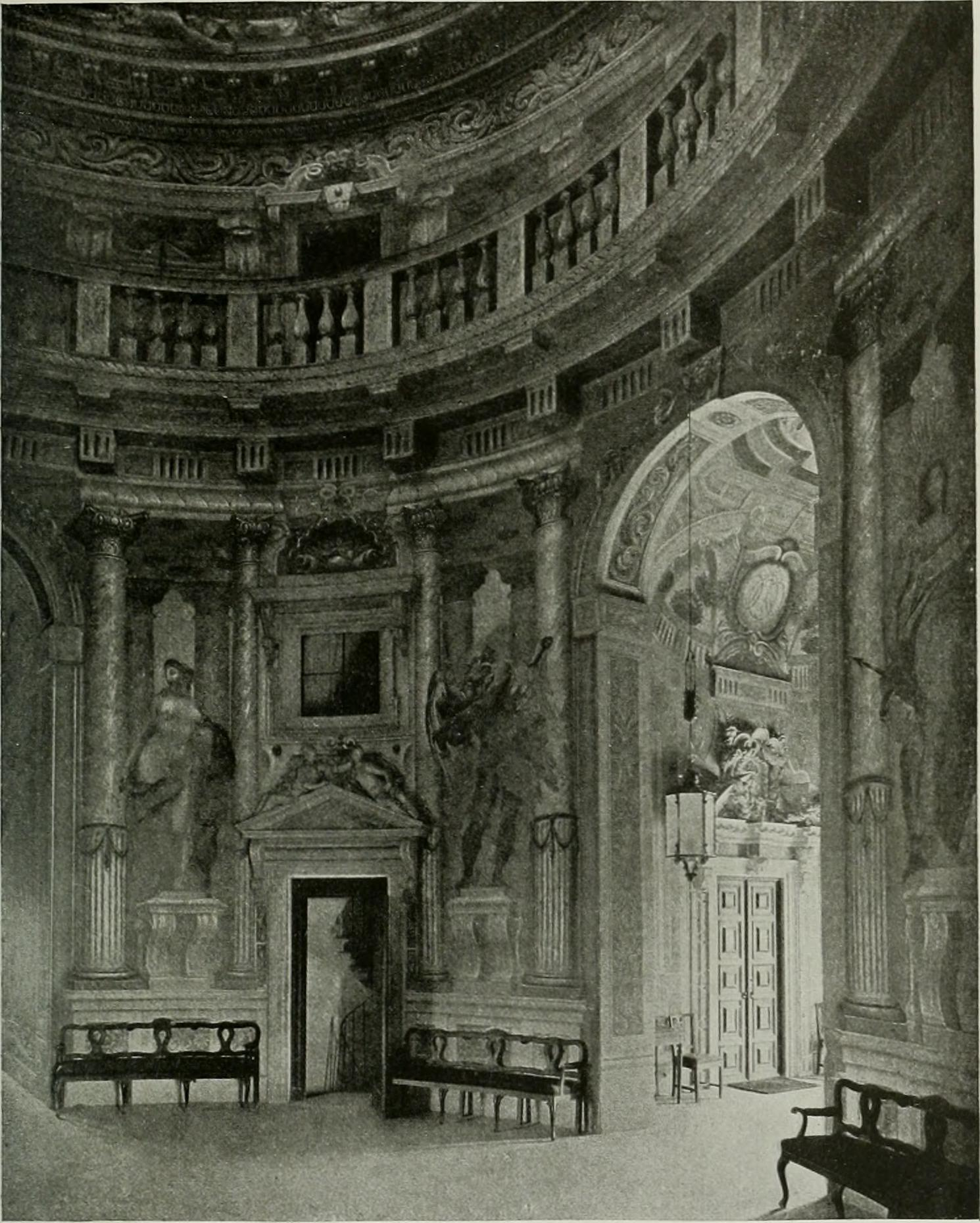
Интерьер Круглого зала Виллы Ротонда А. Палладио. Иллюстрация Дж. Дзукки к "Итальянскому путешествию" Р. Адама